# Geostachys holttumii
Geostachys holttumii är en enhjärtbladig växtart som beskrevs av Kai Larsen. Geostachys holttumii ingår i släktet Geostachys och familjen Zingiberaceae. Inga underarter finns listade i Catalogue of Life.